# سان تزنونه ال لامبرو
سان تزنونه ال لامبرو (به ایتالیایی: San Zenone al Lambro) یک کومونه در ایتالیا است که در استان میلان واقع شده‌است. سان تزنونه ال لامبرو ۷٫۳ کیلومتر مربع مساحت و ۳٬۷۹۱ نفر جمعیت دارد.